# Миссы
Миссы (лат. missi dominici — государевы посланцы) — чиновники, уполномоченные франкскими королями и императорами контролировать местную администрацию Франкской империи.
Их учреждение восходит к Карлу Мартеллю и Пипину Короткому, которые отправили чиновников, чтобы увидеть, как выполняются их законы. Когда Пипин стал королем, в 754 году, он рассылал миссов беспорядочно. Карл Великий сделал миссов регулярной частью своей администрации.
В 802 году Карл Великий издал капитулярий, в котором изложил подробно обязанности миссов. Миссы должны были осуществлять правосудие, обеспечивать соблюдение королевских прав, контролировать графов, принимать присягу на верность и контролировать поведение и работу духовенства. Они должны были созывать чиновников округа и объяснить им свои обязанности, а также напомнить людям об их гражданских и религиозных обязательствах. Миссы были прямыми представителями короля или императора. Жители района, которым они управляли, должны были обеспечивать их пропитание, миссы периодически становились полководцами во время войн. Кроме того, специальные инструкции были даны различным миссам, и многие из них сохранились. Районы, назначенные для миссов, они были обязаны посещать четыре раза в год. Такие районы назывались missatici или legationes. Миссы не были постоянными должностными лицами, но обычно выбирались из числа лиц при дворе, и во время правления Карла Великого эти должности занимали высокопоставленные лица. При вступлении в должность миссы обращались за советами к своему предшественнику, или к самому императору, или же к народному собранию. По истечении определенного срока миссы должны представить императору отчет о своих путешествиях. Ежегодно Карл назначал двух миссов (духовного и светского), которые должны были непосредственно от населения узнавать о состоянии области и о злоупотреблениях местной власти, принимать жалобы и осуществлять правосудие от имени императора. Но на местах миссы нередко сами, пользуясь положением королевских чиновников, начинали обирать народ и превращались в орудие децентрализации власти.
После смерти Карла Великого, в 814 году, злоупотребления миссов значительно увеличились. При императоре Людовике I Благочестивом дворяне вмешивались в назначение миссов. Благодаря этим вмешательствам, миссы стали отстаивать интересы дворян, а не центральной власти. Обязанности миссов слились с обычными обязанностями епископов и графов, и при императоре Карле II Лысом миссы взяли под контроль ассоциации по сохранению мира.
Примерно в конце IX века миссы исчезли из Франции и Германии, а в X веке из Италии. Возможно, что странствующие судьи английских королей Генриха I и Генриха II, а также странствующие бальи французского короля Филиппа II Августа, или следователи (фр. enquéteurs) французского короля Людовика IX возникли благодаря миссам.
Как исторические источники важны издававшиеся для миссов инструкции (лат. capitularia missatica) и составлявшиеся ими описания своих поездок (например, епископа Орлеанского Теодульфа).